# Біма (народ)
Бі́ма (мбоджо, власна назва доу мбоджо, доу біма, індонез. Suku Bima) — народ в Індонезії, на сході острова Сумбава (область Біма). В складі біма виділяють кілька субетнічних груп, причому домпу і донго іноді вважаються окремими народами.

## Розселення, чисельність
Населяють округи Біма і Домпу провінції Західна Нуса-Тенґара. Це східна частина острова Сумбава, гориста в центрі, тоді як прибережні райони займають низовини. Ця територія має довгу морську берегову лінію з багатьма затоками. Більшість населення живе в межах 5 км від узбережжя. Біма становлять абсолютну більшість населення в усіх адміністративних районах зазначених округів. Крім острова Сумбава, вони розселені також на дрібних сусідніх островах Сангеанг, Банта та ін.
Чисельність біма 2000 року становила 513 055 осіб, ще 90 635 осіб нараховували домпу, разом це 15,76 % населення провінції.

## Мова, релігія
Говорять мовою біма (нґагі-мбоджо), яка належить до центрально-східної гілки малайсько-полінезійських мов і поділяється на діалекти біма, коло, сангар, толовері, мбоджо. Існують звичайна та ввічлива розмовні форми. Писемність на основі латинської абетки. В минулому біма широко використовували арабо-малайське письмо, але тепер воно вже практично не вживається. Поширена також індонезійська мова.
За релігією — мусульмани-суніти, вважаються відданими послідовниками ісламу. Ця релігія прийшла на схід острова Сумбава в XVI ст. з Яви та Сулавесі. Її поширенню серед місцевого населення сприяло існування султанату Біма.
Зберігаються також пережитки старих анімістичних вірувань. Біма вірять в існування духів предків (паре-но-бонгі), духів баке і джин, що живуть в деревах і на високих горах, верховного бога Батара-Ґанґа та інших богів: Батара-Ґуру, Ідадарі-Сакті, Джененг. Вони вважають, що духи можуть викликати хвороби та стихійні лиха. У повсякденному житті люди звертаються по допомогу до традиційних цілителів.

## Історія
Вважається, що біма походять від народу донго, який спочатку жив у горах. У старі часи донго жили невеликими групами, вели кочовий спосіб життя й займалися мисливством. Між цими групами часто виникали конфлікти. З плином часу люди почали спускатися в низини, де увійшли в контакт з іншими народами. Стали згасати конфлікти, донго почали займатися вирощуванням зернових культур. У XIV ст. існувало кілька політичних об'єднань (Дара, Доровані, Бангапупа, Парева, Боло), на чолі кожного з них стояв неугі. Приблизно 1575 року ці утворення були об'єднані вихідцем з Яви на ім'я Сангбіма в складі держави під назвою Біма, її правитель прийняв титул сангаджи. Про старі часи нагадують менгіри, що стоять у різних районах округу Біма. Місцеве населення зазнало впливу індуїзму.
Починаючи з XVI ст. Біму відвідували малайці, буги, макасари, мандари, банджари, яванці, китайці, араби. Досить сильний культурний вплив на місцевих жителів мали буги та макасари. Біманська державність склалася під впливом макасарської держави Гова, розташованої на півдні Сулавесі. У XVI ст. до складу Біми входило багато земель, розташованих на схід від Сумбави: Мангарай, Енде, Ларантука на острові Флорес, а також острови Солор, Алор, Сумба, Саву. На початку XVII ст. макасарці тимчасового захопили Біму й поширили серед них іслам. Союз між державами був скріплений шлюбом між королем Біми та принцесою Гова. Згодом на сході Сумбави існував власний султанат Біма (1620—1958).

## Господарство
Основне заняття — землеробство. Основною продовольчою культурою є рис. Традиційно використовувалась перелогова система землеробства (нгого). В багатьох районах, особливо в горах, вона зберігається й досі. На вибраній ділянці лісу зрубують дерева, спалюють їх, після чого поле стає готовим до посадки. У великих господарствах орють плугом, у дрібних обробляють ґрунт мотикою, мачете, палицею-копачкою.

Терасові поля в окрузі Домпу.

Технологія вологого вирощування рису на постійних полях поширилась відносно недавно в низинних районах. На заливних полях біма використовують спеціальну іригаційну систему колективного землекористування, яку називають панґава. Відповідальні особи займаються перевіркою та ремонтом дамб і каналів, регулюють подачу води на рисові поля.
Вирощують також кукурудзу, просо, маніок, батат, ямс, арахіс, соєві боби, овочі та фрукти, на продаж — тютюн, каву, перець, капок, плоди свічкового дерева, горіхи арека, тамаринд.
Розводять на продаж місцеву породу коней. Тримають також буйволів, дрібну рогату худобу, домашню птицю. Жінки плетуть килимки з бамбука та пальмового листя, а ще виготовляють знамениту місцеву тканину тембенґолі. Займаються також рибальством, збирають лісові продукти. Традиційним заняттям чоловіків є мисливство (нгала-тенгке), практикують масове полювання.
Багато біма у пошуках роботи виїхали за межі своєї рідної області. У Домпу та інших містах люди наймаються некваліфікованими робітниками. Частина людей працює в торгівлі або на державній службі.

## Побут

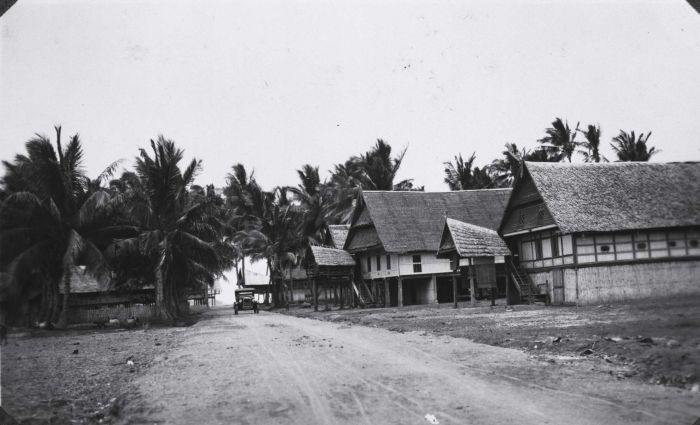
Вулиця в біманському селі.

Біма називають свої села кампо або кампе. Вони мають лінійне планування й розташовані вздовж доріг або берегів річок. Села часто розділені сільськогосподарськими угіддями їхніх жителів або природними межами.
Хати (ума-пангу) зазвичай стоять на палях, можуть мати шість, дев'ять або дванадцять стовпів. Стіни зроблені з гедека (смужки розщепленого бамбука) або дощок. Дахи раніше крили соломою, тепер часто використовують черепицю. Вікна розташовані спереду, ліворуч та праворуч. Сходи є спереду та ззаду. Хата зазвичай складається з кількох кімнат, передня використовується для приймання гостей, дві інші кімнати займає сім'я, а кімната, що ззаду, використовується як кухня.
Одяг — каїн (шматок тканини, який обмотують навколо тіла), чоловіки зав'язують його на талії, а жінки — над грудьми. Крім того, другий шматок тканини жінки обмотують навколо верхньої частини тіла й голови таким чином, щоб було видно лише очі. Такий одяг зветься рімпу й відповідає нормам ісламу. Проте останнім часом дівчата показують все обличчя, як і одружені жінки, а нижня частина костюму в них — це звичайна спідниця. Прикраси (намиста, сережки, гребінці) носять лише жінки.
Їжа переважно рослинна, м'ясо вживають лише на свята.

## Суспільство
Сільську громаду очолює голова, який називається неугі. У своїй діяльності він спирається на поважних радників-старійшин (доу-матуа) з числа лідерів родинних груп, що проживають у селі. Посада сільського голови є спадковою й належить нащадкам перших поселенців села.
Села в окрузі Біма є базовою адміністративною одиницею. Сільським громадам зазвичай належить багато пасовищ. Мірою багатства є розмір полів та кількість худоби.
Спорідненість визначається за батьківською лінією. Основною родинною групою є патрилінійна розширена сім'я. Важливе місце в суспільстві біма займає взаємна допомога родичів при виконанні сільськогосподарських робіт і проведенні церемоній життєвого циклу. Кожна нуклеарна сім'я зі складу розширеної проживає в окремій хаті, разом із подружжям та їхніми дітьми можуть жити й інші родичі, наприклад, бабусі, тітки або племінниці.
Сім'я моногамна, хоча багатоженство дозволене. Перевага надається кроскузенним шлюбам. Після весілля молоді живуть у хаті чоловіка. Батько в родині користується великою повагою і має значну владу. В разі розлучення діти залишаються з батьком, а жінка повертається в сім'ю своїх батьків й отримує лише реліквії та частину спільно нажитого майна.
У минулому існував звичай сватати дітей ще малими, й одружувалися дуже рано. Дівчина могла вступати в шлюб, якщо в неї вже була менструація й вона вміє плести. Тепер звичаї сильно змінилися. Певних правил знайомства в місцевому суспільстві не сформувалося. Якщо хлопець вподобав дівчину, він відразу повідомляє про це своїх батьків. Батьки роблять пропозицію шлюбу. Якщо пропозиція приймається, влаштовують заручини. Коли молодята заручені, дівчина зобов'язана служити або працювати в майбутніх свекра та свекрухи. Як посаг просять гроші, хату, буйволів та іншу худобу.
В минулому в суспільстві біма існував поділ на шляхту, простолюдинів та рабів. Шляхетна верства складалася з представників королівських родин і традиційних лідерів.

## Розваги
Дуже популярною народною розвагою є перегони. Зазвичай їх проводять з нагоди великих свят, наприклад, державних. На арені збираються глядачі різного віку, від дітей та підлітків до літніх людей. Всі приходять в новому одязі, особливо молодь, тому що для неї це можливість познайомитися або місце зустрічі з коханими.
Біма також мають ігри, які можна віднести до танцювального мистецтва, наприклад тарі-парісеан. Цей танець виконують двоє чоловіків, кожен несе щит, покритий коров'ячою або буйволячою шкірою, та палицю; цим знаряддям вони намагаються вразити один одного.

## Етнографічні групи
Поруч із біма живе кілька близьких до них етнічних груп, які відрізняються мовою та деякими елементами культури. В окрузі Домпу розселені домпу (індонез. Suku Dompu). Їхніми західними сусідами є мата (індонез. Suku Mata), що живуть у районі Емпанг на сході округу Сумбава; в минулому вони входили до складу держави Нгалі. Донго (індонез. Suku Donggo) зосереджені в районі Донго на півночі округу Біма. Етнічні землі коре (індонез. Suku Kore) розташовані в районі Сангар на північному заході округу Біма; в минулому тут існувала держава Сангар; сусідами коре є біма, домпу та донго.